# Novaja Gyerevnya-i járás (Orjoli terület)
A Novo Gyerevnya-i járás (oroszul Новодеревеньковский район [Novogyerevenykovszkij rajon]) Oroszország egyik járása az Orjoli területen. Székhelye Homutovo.

## Népesség
- 1989-ben 14 672 lakosa volt.
- 2002-ben 13 486 lakosa volt.
- 2010-ben 10 704 lakosa volt.